# Elif Ağca
Pour les articles homonymes, voir Ağca.
Elif Ağca Yarar est une ancienne joueuse de volley-ball turque née le 10 février 1984 à Ankara. Elle mesure 1,86 m et jouait au poste de passeuse. Elle a totalisé 134 sélections en équipe de Turquie.

## Clubs
| Club             | De        | À         |
| ---------------- | --------- | --------- |
| Ankara Vakifbank | 1999-2000 | 1999-2000 |
| Karşıyaka İzmir  | 2000-2001 | 2000-2001 |
| VB Günes Sigorta | 2001-2002 | 2006-2007 |
| RC Cannes        | 2007-2008 | 2007-2008 |
| VB Günes Sigorta | 2008-2009 | 2008-2009 |
| Galatasaray      | 2009-2010 | 2009-2010 |
| Eczacıbaşı       | 2010-2011 | 2011-2012 |
| Fenerbahçe       | 2012-2013 | 2013-2014 |

## Palmarès

### Clubs
- Championnat de Turquie
  - Vainqueur : 2004, 2005, 2012, 2015.
  - Finaliste : 2014.
- Championnat de France
  - Vainqueur : 2008
- Coupe de France
  - Vainqueur : 2008
- Top Teams Cup
  - Vainqueur : 2004
- Coupe de Turquie
  - Vainqueur : 2011, 2015.
  - Finaliste : 2014.
- Supercoupe de Turquie
  - Vainqueur: 2011.
  - Finaliste : 2014.
- Coupe de la CEV (1)
  - Vainqueur : 2014.
  - Finaliste :2013.

### Distinctions individuelles
- Championnat du monde des clubs de volley-ball féminin 2012: Meilleure passeuse[1].